# William Carlucci
William Carlucci   () és un remer estatunidenc, ja retirat, guanyador d'una medalla olímpica.
El 1996 va prendre part en els Jocs Olímpics d'Estiu d'Atlanta, on guanyà la medalla de bronze  en la prova del quatre sense timoner lleuger del programa de rem. Formà equip amb Marc Schneider, Jeff Pfaendtner i David Collins.
En el seu palmarès també destaca una medalla de plata en el vuit amb timoner lleuger del Campionat del món de rem de 1998, així com dues medalles en els Jocs Panamericans, de plata el 1995 en el quàdruple scull lleuger i d'or el 1999 en el vuit amb timoner lleuger.